# 福田正夫
福田 正夫（ふくだ まさお、1893年3月26日 - 1952年6月26日） は、神奈川県足柄下郡小田原町（現・小田原市）出身の詩人。「民衆詩人」と呼ばれる一派の中心的詩人であった。広く歌われた国民歌謡「愛国の花」（1937年、古関裕而作曲）の作詞者である。

## 略歴
小田原藩士族の堀川家の五男として生まれる。1910年、17歳の時に福田家の養子となる。1913年神奈川師範学校（現・横浜国立大学）卒業。東京高等師範学校（現・筑波大学）体操科中退。1915年、川崎市の小学校教員となる。同年12月、処女詩集『農民の言葉』を自費出版し、民衆詩人として注目される。
1918年、富田砕花・井上康文・白鳥省吾・川崎長太郎らと同人誌『民衆』を創刊。彼らは民衆詩派として注目されたが、芸術性の欠如などを批判された。1921年、教員を辞して文筆業に専念する。民衆詩派の活動は昭和時代に入って衰退するが、福田の創作意欲は衰えなかった。太平洋戦争中は大政翼賛会、日本文学報国会に属して戦意高揚文芸に手を染めた。戦後は、主に俳句や校歌の作詞、少女小説などを手がけた。
1952年6月26日、脳溢血のため東京都世田谷区北沢の自宅で死去。戒名は天通院正覚達眠居士。墓所は小田原市久翁寺。
1987年、彼の功績にちなんで、詩人としての活動に対して与えられる賞「福田正夫賞」が創設された。

## 著書
- 『農民の言葉 福田正夫詩集』南郊堂 1916
- 『哀楽児 詩劇集』聚英閣 1920
- 『未墾地 長編小説』聚英閣 1920
- 『小さな探偵　童話集』銀島社 1921
- 『世界の魂 詩集』一歩堂 1921
- 『船出の歌』大鐙閣 1922
- 『高原の処女 長篇叙事詩』新潮社 1922
- 『輝ける薔薇 長篇叙事詩』新潮社 1922
- 『海に鳴る鐘 新童話集』民文社 1922
- 『黄金の星』 童話集』創文社　母と子文庫3
- 『恋の彷徨者 長篇叙事詩』新潮社 1923
- 『海の瞳 抒情小曲集』新詩壇社 1924
- 『嘆きの孔雀 長篇叙事詩』新潮社 1924
- 『曠野の花 抒情詩劇』新詩壇社 1924
- 『耕人の手』新潮社 現代詩人叢書15 1924
- 『雪中の薔薇　少女小説』文星書院 1924
- 『筑波の白百合　長篇叙事詩』新潮社 1925
- 『死の子守唄 長篇散文詩』聚芳閣 1925
- 『死の島の美女 幻想詩劇』新潮社 1925
- 『情熱の翼 長篇散文詩』聚芳閣 1925
- 『夢見草 抒情小曲集』交蘭社 1925
- 『幻の麗人 長篇叙事詩』新潮社 1926
- 『薊の花』交蘭社 1926
- 『破れ胡蝶 長篇叙事詩』新潮社 1926
- 『空翔ける美女 長篇叙事詩』新潮社 1927
- 『光の翼 長篇小説』福田正夫詩集刊行会 1928
- 『福田正夫詩集』第1至5輯 福田正夫詩集刊行会 1927－28
- 『荊の門 外四篇』平凡社 令女文学全集 1929
- 『鴎 叙事詩・詩劇』資文堂書店 昭和文庫 1929
- 『土の聖者尊徳伝』東江堂 1938
- 『土の文学 聖尊徳道歌解説』東江堂 1938
- 『小学国語読本詩の新しい味ひ方 前期用』育英書院 1939
- 『便法指示・実用類纂式　国語仮名遺読本　』女子文苑杜 1939
- 『海への憧憬 少年小説』淡海堂 1940
- 『白薔薇の唄 純情小説』新泉社 1940
- 『南の国へ 少年小説』安本永絵 淡海堂出版部 1940
- 『路傍の花 純情小説』新泉社 1940
- 『自由詩講座 徹底自由詩への道』資文堂書店 1929
- 『皇農二宮尊徳 伝記物語』三杏書院 1942
- 『南国の村 小説』牧書房 1942
- 『大洋の豹人 小説』大衆文芸社 1942
- 『光の種子 小説』奥川書房 1943
- 『曙 歴史小説』松栄館 1943
- 『福田正夫即興朗吟詩篇』青帆詩社 ガリ版8頁 1945
- 『育き渚 生活歌集』青帆詩社 ガリ版17頁 1946
- 『福田正夫即興朗吟第二詩集』青帆詩社 ガリ版11頁 1946
- 『孤独な登高者 福田正夫新詩集』抒情性クラブ ガリ版19貫 1946
- 『高原の処女 長篇叙事詩』一聯社　1946　再刊
- 『嘆きの孔雀 長篇叙事詩』一聯社　1946　再刊
- 『暴風雨の虹 小説』一聯社 1946
- 『敗戦直後 小説』一聯杜 1946
- 『月の凍蝶 長篇叙事詩』一聯社 1946
- 『『風の中にゐて 福田正夫詩抄』愛甲地方青年団文芸部 ガリ版21頁 1946
- 『乙女星座 少女小説』ポプラ社 1949
- 『嵐の小鳩 少女小説』文林社　1949
- 『絹糸草』渡辺郁子絵 ポプラ社 1949　荊の門改題再刊
- 『農民の言葉 福田正夫詩集』教育出版センター 1984
- 『福田正夫抒情小曲詩集三部作』福田美鈴編 教育出版センター 1984
- 『福田正夫全詩集』教育出版センター 1984
- 『星の輝く海』福田達夫絵 教育出版センター ジュニア・ポエム双書 1984
- 『冬木立 句集』福田正夫詩の会 1993

### 共編著
- 『童謡・民謡・詩のつくり方』井上康文共著 大同館 1921
- 『泰西社会詩人詩集』白鳥省吾等訳 福田編 日本評論社出版部 1922
- 『童謡・民謡・詩傑作選集』井上康文共編 大同館 1922
- 『日本社会詩人詩集』編 日本評論社出版部 1922
- 『日本詩劇集 1926年版』白鳥省吾共編 聚芳閣 1926
- 『興民報徳夜話 二宮尊徳先生言行録』編 一誠社 1936
- 『愛国勤労小説集』梁取三義共著 大衆文芸社 日本小説文庫 1942

### 翻訳
- 『トラウベル詩集』訳 新潮社 泰西名詩選集 1920
- イエーツ『陰影の水の上』清水暉吉共訳　聚芳閣 泰西叙事詩選 1925
- ユーゴー『小さいコゼット』泰西名作児童文学大系 文明社 1925

### 参考書
- 『福田正夫全詩集』福田正夫全詩集刊行会編 教育出版センター 1984
- 『追想・福田正夫 詩と生涯』福田正夫詩の会編 教育出版センター 1984
- 『資料・福田正夫 人間と芸術』福田正夫詩の会編 教育出版センター 1985
- 『福田正夫・ペンの農夫 －詩作品鑑賞を中心に―』金子秀夫 夢工房 小田原ライブラリー17 2007